# Đường hầm tới mùa hạ, lối thoát của biệt ly (phim)
Đường hầm tới mùa hạ, lối thoát của biệt ly (Nhật: 夏へのトンネル、さよならの出口 Hepburn: Natsu e no Tonneru, Sayonara no Deguchi) là một bộ phim điện ảnh hoạt hình Nhật Bản thuộc thể loại lãng mạn – khoa học viễn tưởng – chính kịch ra mắt vào năm 2022, dựa trên cuốn light novel cùng tên của tác giả Hachimoku Mei, do Tomohisa Taguchi làm đạo diễn. Tác phẩm do xưởng CLAP sản xuất và được phân phối bởi Pony Canyon. Kukka là người phụ trách thiết kế nhân vật gốc, Tomomi Yabuki thiết kế nhân vật hoạt họa kiêm chỉ đạo hoạt hình, eill viết và trình bày ca khúc chủ đề "Finale." (フィナーレ。?), trong khi công đoạn soạn nhạc phim lại do Fuuki Harumi đảm nhận. Tác phẩm có sự tham gia lồng tiếng của Suzuka Oji trong vai nam chính Tōno Kaoru, Iitoyo Marie trong vai nữ chính Hanashiro Anzu, cùng với Hatanaka Tasuku, Komiya Arisa, Terui Haruka, Koyama Rikiya và Kobayashi Seiran thủ vai các nhân vật phụ. Bộ phim kể về câu chuyện của Tōno Kaoru – một học sinh năm hai cấp 3 hướng nội tình cờ gặp Hanashiro Anzu – học sinh chuyển đến từ Tokyo, và cùng cô khám phá đường hầm Urashima.
Taguchi đã quyết định tham gia sản xuất bộ phim sau khi ông nhận lời mời từ nhà sản xuất Matsuo. Trang web tác phẩm chính thức công bố kế hoạch chuyển thể Đường hầm tới mùa hạ - Lối thoát của biệt ly vào ngày 15 tháng 12 năm 2021. Đội ngũ sản xuất đã cắt những đoạn độc thoại có trong light novel để sử dụng ít lời thoại nhất có thể. Việc phối hợp màu xanh lam với nhiều nhiều màu sắc khác nhau diễn ra xuyên suốt quá trình sản xuất hoạt họa bộ phim. Bên cạnh đó, Taguchi áp dụng hai cách thể hiện hoạt họa trong tác phẩm, gồm sử dụng phép phản xạ của ánh sáng và phác họa bên trong đường hầm ở chế độ CGI. Để cải thiện độ chính xác của biểu cảm, đội ngũ sản xuất đã sử dụng phương pháp ghi âm trước rồi dựng hoạt họa theo giọng nói trong phần lồng tiếng.
Đường hầm tới mùa hạ, lối thoát của biệt ly khởi chiếu tại Nhật Bản từ ngày 9 tháng 9 năm 2022 và tại Việt Nam từ ngày 1 tháng 12 năm 2023. Việc phân phối đồng thời tại nhiều quốc gia lần lượt do Encore Films, Sentai Filmworks và Anime Limited đảm nhận. Tổng cộng, phim đã thu về 1,369 triệu USD trên toàn thế giới. Sau khi công chiếu trong nước, Pony Canyon đã ra mắt tác phẩm dưới định dạng Blu-ray, đồng thời phát hành trên các nền tảng trực tuyến. Các nhà phê bình nội địa đánh giá thấp bộ phim, trong đó chỉ trích về cách xây dựng nhân vật cũng như tính thuyết phục của các phân cảnh. Tuy nhiên, giới chuyên môn quốc tế lại đưa ra nhiều đánh giá tích cực hơn, với những lời khen ngợi chủ yếu hướng đến phần hoạt họa và bối cảnh tác phẩm. Bộ phim đã gặt hái một số giải thưởng tại liên hoan phim hoạt hình quốc tế Annecy, giải phê bình điện ảnh Nhật Bản và liên hoan phim quốc tế Bucheon.

## Nội dung
Tōno Kaoru tình cờ nghe thấy tin đồn về đường hầm Urashima, nơi mà con người có thể thực hiện ước nguyện, nhưng đi kèm theo đó là cái giá phải trả. Cậu mở chiếc ô dưới trời mưa tầm tã và đi về sau giờ học. Tại ga Kozaki, Tōno gặp Hanashiro Anzu đang ngồi ướt sũng. Cậu đưa cho cô mượn chiếc ô của mình, đồng thời trao đổi thông tin liên lạc với cô. Ngày hôm sau, Hanashiro chuyển từ Tokyo đến lớp nơi Tōno theo học vì lý do gia đình, tuy nhiên lại không trả lời bất kỳ câu hỏi nào từ các bạn cùng lớp. Đột nhiên, một cô bạn xấu tính tên Kawasaki Koharu cầm lấy cuốn manga cũ mà Hanashiro đang đọc và cố tình làm rơi xuống sàn. Thấy thế, Hanashiro bèn vung tay đấm thẳng mặt làm Kawasaki chảy máu mũi và khiến cho mọi người đều kinh ngạc.
Đêm đó, Tōno Kaoru đang đi bộ dọc theo đường ray xe lửa sau những lời quát mắng từ người cha nghiện rượu thì phát hiện ra đường hầm Urashima như lời đồn đại. Ngay khi định quay lại, cậu nhận ra chiếc dép của cô em gái đã mất và con vẹt mà cậu nuôi nấng vốn đã chết từ lâu. Vội vã trở về phòng mình, Tōno phát hiện ra rằng thời gian bên trong đường hầm trôi chậm hơn một tuần so với bên ngoài. Hôm sau, Tōno bắt đầu tự mình kiểm tra lại đường hầm Urashima và nghe thấy giọng nói của Hanashiro bên trong. Hanashiro lập nhóm với Tōno để thực hiện mong muốn của hai người. Đồng thời, cả hai dành thời gian cùng nhau khám phá đường hầm. Hanashiro cùng với Tōno thử nghiệm xem liệu một e-mail từ bên trong liệu có đến được bên ngoài hay không. Tōno sau khi đi qua ranh giới thời gian, đã gửi e-mail cho Hanashiro ở bên ngoài ranh giới. Khi ngoảnh lại, cậu chứng kiến loạt dư ảnh của Hanashiro.
Trong một buổi hẹn hò ở thủy cung, Tōno kể Hanashiro nghe về quá khứ đau buồn của mình. Trước đây, cậu và em gái Karen đã cãi nhau vì một chuyện nhỏ nhặt, khi Karen đang trèo cây để bắt một con bọ cánh cứng thay cho lời xin lỗi thì cô bé trượt chân ngã xuống và qua đời. Kaoru luôn bị dằn vặt bởi mong muốn của bản thân, đó chính là đưa cô em gái quay trở lại cõi đời. Tận dụng chuỗi ba ngày lễ liên tiếp, cả hai chạy bên trong đường hầm với mục tiêu quay trở lại sau 108 giây, tức 3 ngày ở bên ngoài. Họ nhặt được các mảnh giấy nằm rải rác trên mặt nước, nhưng lại phát hiện đồng hồ bên ngoài đã điểm 4 giờ sáng. Vì vậy, Hanashiro mời Tōno đến căn hộ cô sống, nơi lưu giữ những cuốn manga mà ông nội quá cố của cô sáng tác. Cô luôn buồn bã vì manga của ông nội hầu như không được ai biết đến, đồng thời kể Tōno về điều cô khát khao là sở hữu tài năng đặc biệt để có thể để lại điều đáng quý cho thế giới này. Sau đó, cả hai cùng thề sẽ không rời khỏi đường hầm trong ngày 2 tháng 8 nếu chưa đưa được Karen trở lại. Nhưng trước khi bắt đầu cuộc hành trình, Tōno muốn mời Hanashiro đến lễ hội mùa hè cùng cậu.
Sau đêm hẹn hò ở lễ hội mùa hè, Tōno trở về nhà và thấy cha mình cùng một người phụ nữ lạ mặt. Người cha giới thiệu về "mẹ kế" và thông báo gia đình sẽ chuyển đến Tokyo. Sáng hôm sau, Hanashiro gặp Tōno tại một quán cà phê ở thị trấn. Cô nói với cậu rằng nhà xuất bản đã mời cô làm việc với phía họ, vì thế Tōno đề nghị hoãn lại kế hoạch đến đường hầm và cùng nhau ăn món omurice. Tại nhà ga Kozaki, những đóa hoa hướng dương đang nở rộ. Trong khi đó, nhân viên thông báo chuyến tàu sẽ trì hoãn thêm 30 phút nữa do đụng phải một con nai. Nhớ lại ký ức cũ, cả hai đã tái hiện khoảng thời gian họ lần đầu gặp nhau tại đây với những bông hoa mà Tōno đã hái.
Trong đêm, Tōno xóa tất cả e-mail từ Hanashiro và một mình đến đường hầm Urashima. Mất liên lạc với Tōno, Hanashiro vội vàng đến gặp cậu, nhưng người cha trả lời rằng cậu đã bỏ đi vào đêm qua. Sao đó, Hanashiro đến được lối vào đường hầm với những giọt nước mắt và tìm mọi cách để gửi e-mail tới Tōno. Bên trong đường hầm, Tōno mở cánh cửa căn nhà cũ và thấy Karen đang tươi cười mang nước ép chuối đến cho mình. Trong lúc nói chuyện vui vẻ, điện thoại di động của Tōno bỗng nhận một loạt e-mail trách móc từ Hanashiro vì cậu đã bỏ cô lại. Cậu nhận ra mình muốn ở bên Hanashiro, vì vậy Tōno buộc lòng chấp nhận và bước tiếp sau cái chết của em gái mình.
Ở thế giới bên ngoài, Hanashiro đã là một mangaka xuất bản nhiều kỳ. Ngày qua ngày, Hanashiro luôn kiểm tra xem có e-mail nào từ Tōno trên chiếc điện thoại gập của mình không. Cô rơi vào tình trạng suy sụp, biên tập viên lo lắng cho Hanashiro và khuyên cô nên nghỉ ngơi một chút. Sau một thời gian dài, Hanashiro đến nhà ga Kozaki, đồng thời nhận loạt e-mail từ Tōno thú nhận tình cảm của cậu với cô. Hanashiro chạy dọc theo đường ray về phía đường hầm Urashima. Khi Tōno tỉnh dậy, cậu ngạc nhiên khi thấy Hanashiro đang nhìn chằm chằm vào mình. Cô trách cậu vì đã để cô chờ đợi trong thời gian dài và bày tỏ tình yêu của cô dành cho cậu. Khi Hanashiro bước vào đường hầm, thời gian của cô đã bị dịch chuyển khoảng 5 năm, còn Tōno thì bị dịch chuyển tận 13 năm so với bên ngoài. Cả hai bước ra khỏi đường hầm và mở chiếc ô mà Hanashiro đã mượn trong ngày đầu họ gặp nhau.

## Nhân vật
| Nhân vật                    | Lồng tiếng       |
| --------------------------- | ---------------- |
| Tōno Kaoru (塔野カオル)     | Suzuka Oji       |
| Hanashiro Anzu (花城あんず) | Iitoyo Marie     |
| Kaga Shōhei (加賀翔平)      | Hatanaka Tasuku  |
| Kawasaki Koharu (川崎小春)  | Komiya Arisa     |
| Hanamoto-sensei (浜本先生)  | Terui Haruka     |
| Cha của Kaoru (カオルの父)  | Koyama Rikiya    |
| Tōno Karen (塔野カレン)     | Kobayashi Seiran |

### Nhân vật chính
- Tōno Kaoru (塔野カオル?)

Tōno là học sinh năm hai cấp 3 ở một thị trấn nông thôn với tính cách hướng nội. Cha mẹ anh đã ly hôn và anh sống với bố. Năm năm trước, do một lần sơ suất của bản thân mà em gái anh đã qua đời, gia đình cũng vì chuyện này mà tan nát, anh luôn cảm thấy tội lỗi vì điều đó. Một ngày nọ, Tōno tình cờ nghe lời đồn đại về đường hầm Urashima. Anh quyết định khám phá đường hầm để đoàn tụ với người em đã khuất của mình. Trong quá trình khám phá, anh nhận thấy thời gian bên trong đường hầm trôi chậm, cũng như sự thật đằng sau những tin đồn. Anh kết bạn với Hanashiro, và cả hai dần có cảm tình với nhau.
- Hanashiro Anzu (花城あんず?)

Hanashiro là học sinh năm hai trung học phổ thông chuyển từ Tokyo về quê chú để theo nghiệp manga của người ông quá cố. Vì tính cách lạnh lùng của mình, Kawasaki đã nhắm đến cô trong ngày đầu tiên cô chuyển đến trường. Cô hợp tác với Tōno để cùng anh khám phá đường hầm Urashima. Hanashiro mong muốn sở hữu tài năng đặc biệt của một mangaka chuyên nghiệp. Dù không giành giải trong cuộc thi manga, cô vẫn được nhà xuất bản mời làm việc cho họ.

### Nhân vật phụ
- Cha của Kaoru (カオルの父?)

Phim không tiết lộ tên thật của ông. Sau cái chết của Karen, ông ly hôn với vợ. Tính cách của ông  vì thế mà thay đổi rõ rệt, ông thường xuyên uống rượu say, mắng mỏ với Tōno. Ở cuối phim, ông gặp một người phụ nữ mới, và kết hôn với bà, đồng thời chuyển đến sống ở Tokyo vào dịp lễ hội mùa hè.
- Tōno Karen (塔野カレン?)

Em gái của Kaoru, đã qua đời 5 năm trước do ngã cây khi đang bắt bọ cánh cứng. Ở đoạn sau của phim, Karen xuất hiện trước mặt Tōno, giải thoát anh thoát khỏi cảm giác tội lỗi trong thời gian dài, đồng thời khuyên nhủ anh nên đến gặp người mình thích.

## Sản xuất

### Kế hoạch ban đầu
Ngày 15 tháng 12 năm 2021, nhà xuất bản Shogakukan công bố kế hoạch sản xuất bộ phim chuyển thể light novel Đường hầm tới mùa hạ - Lối thoát của biệt ly. Đây là tác phẩm điện ảnh thứ 3 do Taguchi Tomohisa chỉ đạo, sau Digimon Adventure: Last Evolution Kizuna (2020), Persona 3 the Movie 4: Winter of Rebirth (2016) và PERSONA3 THE MOVIE #2 Midsummer Knight's Dream (2014). Kukka đảm nhận minh họa và thiết kế nhân vật gốc. Tomomi Yabuki – thành viên đội ngũ sản xuất anime điện ảnh Eiga Daisuki Ponpo-san (2021), phụ trách thiết kế nhân vật hoạt hình kiêm giám đốc hoạt họa.
Nhà sản xuất của dự án Matsuo Ryoichiro đã mời Taguchi làm đạo diễn cho một bộ phim thuộc thể loại tuổi mới lớn. Ban đầu, chỉ có Matsuo và biên kịch làm việc với nhau để lên ý tưởng cho phim. Taguchi đồng ý tham gia dự án vì ông muốn có nhiều kinh nghiệm làm phim điện ảnh hơn. Matsuo cho ông xem ấn phẩm nguyên tác nhưng Taguchi không thấy khác biệt gì so với một cuốn tiểu thuyết thông thường, vậy nên ông cảm thấy không có vấn đề gì trong việc chuyển thể thành phim. CLAP lên kế hoạch làm phim dài khoảng 60 phút, tuy nhiên Matsuo đã tổ chức cuộc họp để điều chỉnh thời lượng đến 70 phút. Hachimoku Mei đã cho Taguchi toàn quyền sáng tạo bộ phim và bảo ông hãy làm những gì ông muốn.

### Kịch bản
Taguchi phải lựa chọn các tình tiết phù hợp của light novel để câu chuyện có thể diễn ra trong thời lượng phim cố định. Ông tập trung cốt truyện vào Hanashiro và Tōno, đồng thời định hình lại nguyên tác để làm tác phẩm trở nên mạnh mẽ hơn và cô đọng hơn. Từ đó, người xem có được trải nghiệm trọn vẹn của một bộ phim điện ảnh.
Đội ngũ sản xuất muốn dùng ít lời thoại nhất có thể, nên họ đã loại bỏ những đoạn độc thoại dư thừa trong light novel để không làm gián đoạn và lệch tông bộ phim. Trong cảnh hai nhân vật chính nắm tay nhau lần đầu, Taguchi chỉ dùng diễn xuất của đôi tay để thể hiện cảm xúc mà không thêm bất kỳ lời thoại nào, vì theo ông thì đôi khi hành động sẽ thể hiện nhiều hơn lời nói. Taguchi tin rằng nếu bố trí các yếu tố một cách hợp lý, người xem sẽ hiểu được ý nghĩa của chúng mà không cần phải nghe đối thoại giải thích. Do đó, đội ngũ sản xuất đã tránh dùng những câu thoại dài dòng để miêu tả cảm xúc của nhân vật, điều thường gặp trong anime.

### Hoạt họa
Taguchi sử dụng xanh lam làm màu chủ đạo cho tác phẩm, để phù hợp với hình ảnh của biển và bầu trời – những yếu tố xuất hiện nhiều trong câu chuyện. Ông cũng tạo ra sự đa dạng màu sắc bằng cách kết hợp màu xanh lam với các màu khác. Đường hầm Urashima ban đầu là một không gian khoa học viễn tưởng dựa trên bộ phim Hố đen tử thần (2014), nhưng vị đạo diễn lại cảm thấy thiếu tính thực tế nên ông đã thay đổi ý tưởng thành một con đường phủ đầy lá mùa thu, mang lại cảm giác kỳ lạ nhưng vẫn có thật. Taguchi không theo đuổi một phong cách hoạt họa cụ thể nào mà muốn tạo ra những cảnh quan có thể gợi nhớ nhiều ký ức khác nhau cho người xem, kích thích các giác quan của họ bằng những màu sắc, hình dạng và kết cấu, ví dụ như màu xanh của bầu trời hay biển, hoặc cảm giác của nhựa đường ướt sau cơn mưa.
Taguchi đã áp dụng hai kỹ thuật hoạt họa khác nhau trong tác phẩm. Kỹ thuật đầu tiên là phép phản xạ của ánh sáng, chẳng hạn như ánh sáng viền – một hiệu ứng tạo ra bằng cách chiếu ánh sáng từ phía sau cảnh quan – làm nổi bật đường nét và tạo ra cảm giác ánh sáng xoay vòng. Kỹ thuật thứ hai là sử dụng CGI để vẽ đường hầm Urashima, nhưng vẫn giữ được tính liền mạch với phong cách 2D của phim. Để làm được điều này, nhân viên phụ trách nền đã phối hợp nhiều màu sắc khác nhau trong bố cục, sau đó Taguchi lựa chọn cẩn thận vị trí và thời điểm để thêm ánh sáng viền vào các phân cảnh CGI.

### Lồng tiếng
Ngày 24 tháng 3 năm 2022, Twitter chính thức của phim công bố danh sách diễn viên lồng tiếng, trong đó Iitoyo Marie và Suzuka Oji sẽ đóng vai chính. Ngày 12 tháng 7, bộ phim tiết lộ thêm dàn diễn viên sẽ tham gia vai phụ gồm Hatanaka Tasuku, Komiya Arisa, Terui Haruka, Koyama Rikiya và Kobayashi Seiran. Taguchi cho biết đội ngũ sản xuất đã sử dụng phương pháp ghi âm trước rồi dựng hoạt họa theo giọng nói nhằm cải thiện độ chính xác của biểu cảm và giúp diễn xuất của nhân vật chân thực nhất có thể.
Suzuka Oji không tự tin rằng mình sẽ đạt được vai chính, mà chỉ muốn diễn xuất vui vẻ. Khi biết mình đã trúng tuyển, anh cảm thấy lo lắng và quyết tâm làm tốt hơn. Để tạo ra mối liên kết với nhân vật Hanashiro, Suzuka đã ghi âm toàn bộ các cảnh theo thứ tự của kịch bản trong hai ngày. Iitoyo Marie thấy tên phim Đường hầm tới mùa hạ, lối thoát của biệt ly nghe giống J-pop, nên cô quyết định thử vai. Iitoyo rất hạnh phúc khi được chọn làm vai chính, mặc dù chưa có kinh nghiệm diễn xuất nào. Nữ seiyū gặp khó khăn trong việc nắm bắt khoảng cách giữa các giọng, nhưng Suzuka đã giúp đỡ cô bằng cách gợi ý cô thử lồng tiếng ở những đoạn khác. Iitoyo cũng cố gắng điều chỉnh giọng nói của mình, vì cô nghĩ rằng giọng thật của cô sẽ không hợp với nhân vật.

## Âm nhạc
Nhà soạn nhạc Fuuki Harumi đảm nhận vai trò giám đốc âm nhạc của bộ phim. Fuuki đã sáng tác nhạc phim gốc với những cảm xúc trong tâm trí. Bà cho rằng đây là một tác phẩm chạm đến trái tim người xem nên nếu để âm nhạc trỗi dậy trước cảm xúc của nhân vật chính, người xem sẽ cảm thấy lạnh sống lưng. Giám đốc âm thanh yêu cầu Fuuki tạo ra thứ âm thanh tựa như thoát ly và đau khổ. Bà đã sử dụng những kỹ thuật đặc biệt như chơi piano ngược để tạo ra những hiệu ứng âm thanh độc đáo. Để thể hiện mọi tương tác và cảm xúc xã hội trong phim, Fuuki đã sử dụng tiếng đàn guitar của Tây Ban Nha. Đối với cảnh [các nhân vật] đi vào đường hầm, Fuuki muốn chiếm trọn bầu không khí bí ẩn nên bà đã sử dụng nhạc dàn gamelan. Im lặng là một phần quan trọng với Fuuki, bà luôn tận dụng khoảng yên tĩnh trong những phân cảnh thích hợp. Bên trong đường hầm, các kích thước bị xoắn và uốn cong xung quanh. Để thể hiện điều đó, bà làm so le nhịp điệu, đồng thời thêm một số phách không đều vào tiết nhịp.
Ngày 28 tháng 6 năm 2022, đội ngũ sản xuất xác nhận eill sẽ đảm nhận nhạc hiệu của bộ phim. Eill cho biết trong một cuộc phỏng vấn rằng cô đã sáng tác bài hát nhạc hiệu trong khi xem video nhân vật không có mặt được lồng tiếng bởi Iitoyo. Đối với "Finale" (フィナーレ。?), cô đã đến một thị trấn ven biển và thu âm các đoàn tàu, các điểm giao cắt với đường sắt, tiếng sóng và âm thanh chạy qua đường hầm rồi đưa chúng vào bài hát. Chủ đề của "Pre-Romance" (プレロマンス?) là hát về một mối tình si, hay trạng thái chưa biết đó có phải là tình yêu hay không nên cô chọn cái tên này làm tựa đề cho bản nhạc với ý nghĩa là sự khởi đầu của tình yêu. Cô đã sáng tác bài hát thông qua việc xem các bảng phân cảnh, điều chỉnh nhịp độ và tính toán quá trình chuyển đổi từ phân cảnh này sang phân cảnh khác, với mục đích làm cho bộ phim trở nên hay hơn. Eill thực hiện "Finale." (フィナーレ。?) trong khi đang nghĩ về những gì cô cảm nhận trong suốt bộ phim: tình yêu là gì, cảm giác sẽ như thế nào khi có một tình yêu như vậy, và liệu tình yêu đó sẽ lớn đến mức nào. Ban đầu, nhà sản xuất Matsuo không lên kế hoạch sử dụng "Katappo" cho phân đoạn mở đầu. Mặc dù vậy, khi ông thử áp dụng tại thời điểm biên tập, bản nhạc trở nên hoàn hảo, vì vậy ông đã quyết định sử dụng "Katappo". Ngoài ra, không giống như bài hát gốc, đoàn làm phim đã soạn lại "Katappo" bằng phiên bản acoustic.
Bài hát nhạc hiệu "Finale." (フィナーレ。?) phát hành trên các nền tảng nghe nhạc vào 9 tháng 9 năm 2022, cùng ngày ra mắt với bộ phim. Trong khi đó, ca khúc chủ đề "Pre-Romance" (プレロマンス?) được phát hành vào ngày 24 tháng 8 năm 2022. Album soundtrack chính thức ra mắt vào ngày 21 tháng 9 năm 2022.
| The Tunnel to Summer, the Exit of Goodbyes Original Soundtrack | The Tunnel to Summer, the Exit of Goodbyes Original Soundtrack | The Tunnel to Summer, the Exit of Goodbyes Original Soundtrack |
| STT                                                            | Nhan đề                                                        | Thời lượng                                                     |
| -------------------------------------------------------------- | -------------------------------------------------------------- | -------------------------------------------------------------- |
| 1.                                                             | "Summer Days"                                                  | 1:22                                                           |
| 2.                                                             | "Invincible Girl"                                              | 0:34                                                           |
| 3.                                                             | "Escapism"                                                     | 1:35                                                           |
| 4.                                                             | "Mysterious World"                                             | 1:02                                                           |
| 5.                                                             | "Urashima Tunnel"                                              | 1:10                                                           |
| 6.                                                             | "Where Are We?"                                                | 1:06                                                           |
| 7.                                                             | "Secret Alliance"                                              | 0:41                                                           |
| 8.                                                             | "United Front"                                                 | 1:31                                                           |
| 9.                                                             | "Aquarium"                                                     | 2:06                                                           |
| 10.                                                            | "Hope"                                                         | 0:48                                                           |
| 11.                                                            | "108 Seconds"                                                  | 1:06                                                           |
| 12.                                                            | "Extraordinary"                                                | 3:04                                                           |
| 13.                                                            | "The Last Date"                                                | 0:39                                                           |
| 14.                                                            | "Lost"                                                         | 0:43                                                           |
| 15.                                                            | "Omelette Rice"                                                | 4:01                                                           |
| 16.                                                            | "Sunflower Field"                                              | 0:41                                                           |
| 17.                                                            | "Don't Leave Me"                                               | 1:05                                                           |
| 18.                                                            | "Truth"                                                        | 1:39                                                           |
| 19.                                                            | "Conflict"                                                     | 0:59                                                           |
| 20.                                                            | "I Miss You"                                                   | 0:56                                                           |
| 21.                                                            | "Katappo - Acoustic Version (Instrumental)"                    | 4:32                                                           |
| 22.                                                            | "Lovers"                                                       | 1:11                                                           |
| 23.                                                            | "Follow Your Heart"                                            | 1:08                                                           |
| 24.                                                            | "The Tunnel to Summer, the Exit of Goodbyes"                   | 2:09                                                           |
| Tổng thời lượng:                                               | Tổng thời lượng:                                               | 35:48                                                          |

## Chủ đề
Cây viết Panos Kotzathanasis của Asian Movie Pulse nhận xét rằng tác phẩm bắt đầu theo một phong cách cliché, trong đó một cô gái bất ngờ xuất hiện, còn chàng trai thì rụt rè và đưa vào những yếu tố siêu nhiên, tương tự đại đa số anime mở đầu bằng cảnh lễ hội nơi những cô gái mặc yukata có mặt. Tuy nhiên, bộ phim vẫn khác biệt đáng kể so với vô số tựa phim giống nhau. Cách hai nhân vật nhút nhát, khó gần mở lòng với nhau qua những tương tác hấp dẫn trong việc trình bày, giúp cải thiện cuộc sống cho cả hai. Tính lãng mạn ở phim có cơ sở và thực tế, mặc dù đi theo theo một mốt. Cách kết thúc của toàn bộ sự việc có thể khiến một số người xem phải nhướng mày, nhưng vẫn có ý nghĩa khi thêm vào tính giải trí của bộ phim. Nét kịch tính trong tác phẩm xuất phát từ sự hiện diện của đường hầm và đặc biệt là cách đặc tính tiêu tốn thời gian ảnh hưởng đến các nhân vật và cuộc sống của họ. Khi cả hai ngày càng khám phá ra "quy tắc" thì cách họ trở nên háo hức lại dần hiểm nguy, vì thời gian trôi qua trong đường hầm có thể khiến họ lãng phí mạng sống của chính mình. Tình tiết Tōno quyết định bỏ qua hậu quả dẫn đến khía cạnh kịch tính nhất của bộ phim, đồng thời đưa ra câu trả lời về việc tình yêu có thể đứng vững trước thử thách của thời gian như thế nào. Khái niệm chung về đường hầm cũng có thể là một phép ẩn dụ trong "một bình luận mang tính triết lý, phản ánh khá chân thực". Thiết kế 2 nhân vật chính tương đối giống nhau, phần còn lại đều đa dạng, xuất phát từ tuổi tác. Phim không thể hiện rõ ràng chủ nghĩa hiện thực trong bối cảnh, chỉ có một số chi tiết lôi cuốn như bộ sưu tập manga của Hanashiro. Bên trong đường hầm là nơi đội ngũ sản xuất đẩy mạnh loại hình nghệ thuật này, nơi màu đỏ đậm của cây và lá trên nền nước tạo nên một khung cảnh hoành tráng sẽ đọng lại trong tâm trí của bất kỳ ai xem phim. Bất chấp cliché, Đường hầm tới mùa hạ, lối thoát của biệt ly vẫn là một bộ anime khác biệt, nặng về đối thoại, căn cứ vào cách tiếp cận chủ nghĩa hiện thực.
Nhà phê bình Sakura Kyōko của Cinemarche nhận xét việc bộ phim lấy bối cảnh vào tháng 7 năm 2005, đã khiến người xem cảm thấy như thể họ đang quay về quá khứ trong lúc thưởng thức tác phẩm. Bộ phim cho thấy sự chuyển đổi thời đại ở cuối câu chuyện qua những vật dụng khác nhau. Ngoài ra, tác phẩm cũng khắc họa một mối tình lãng mạn giữa Hanashiro và Tōno, vốn chỉ có thể tồn tại trong kỷ nguyên xưa. Đội ngũ sản xuất của Đường hầm tới mùa hạ, lối thoát của biệt ly đã lấy cảm hứng từ tác phẩm Tiếng gọi từ vì sao xa (2002) của Shinkai Makoto để thể hiện nỗi lo lắng của Hanashiro khi phải trao đổi qua e-mail. Ông cho rằng phim chứa đựng những thông điệp về tầm quan trọng của việc sát cánh bên những người bị tổn thương và can đảm tiến về phía trước.
Trên trang South China Morning Post, James Marsh chỉ ra điều thú vị nhất của bộ phim là cách món quà huyền diệu mà Hanashiro và Tōno khám phá ra tác động đến họ từ hai phía đối lập: Tōno khao khát đưa Karen trở lại bằng bất cứ giá nào, trong khi nỗi rụt rè đến què quặt của Hanashiro khiến cô bị cám dỗ bởi nét quyến rũ của lối thoát khỏi đường hầm. Lối kể chuyện đơn giản và nhịp độ chậm rãi của phim có thể thách thức một số người xem, nhưng những đặc trưng này thể hiện thông điệp bao quát của bộ phim về việc đón nhận hiện tại và trân trọng khoảng thời gian ít ỏi có được để sống trọn vẹn đời mình.

## Quảng bá
Trang web chính thức của bộ phim đã công bố teaser đầu tiên, dàn nhân sự sản xuất chính, cùng với áp phích quảng bá vào ngày 27 tháng 4 năm 2022. Ngày 12 tháng 7, kênh Youtube ぽにきゃん-Anime PONY CANYON đã xuất bản trailer dài 1 phút, giới thiệu bản nhạc nền "Pre-Romance" (プレロマンス?). Một áp phích mới cũng ra mắt trong cùng ngày hôm đó. Ngày 5 tháng 8, loạt cắt cảnh từ bộ phim đã được phát hành. Trailer mới giới thiệu bài hát nhạc hiệu "Finale." (フィナーレ。?) đăng tải trên Youtube vào ngày 16 tháng 8. Pony Canyon đã phát trực tuyến một đoạn clip từ tác phẩm vào ngày 9 tháng 9. Ngày 12 tháng 9, CM có thời lượng 15 giây đã ra mắt. Hai phân đoạn từ bộ phim lần lượt phát hành vào ngày 14 tháng 9 và ngày 23 tháng 9.
Để kỷ niệm một tháng trước thời điểm phát hành, trang web chính thức của phim thông báo họ sẽ tổ chức một chiến dịch theo dõi và chuyển tiếp tin nhắn với các giải thưởng vào ngày 21 tháng 8 năm 2022. Ngày 24 tháng 8, sự kiện dành cho học sinh trung học phổ thông đã diễn ra tại hội trường Nissho. Pop Up Shop trực thuộc bộ phim mở bán tại Yurakucho Marui từ ngày 9 tháng 9 đến ngày 20 tháng 9.

## Phát hành

Áp phích chiếu rạp của phim tại Việt Nam.

### Chiếu rạp
Đội ngũ phụ trách phát hành trên thị trường quốc tế của Đường hầm tới mùa hạ, lối thoát của biệt ly nhắm đến việc sản xuất một bộ phim nhận về phản hồi tích cực trong thời gian dài. Thành viên chịu trách nhiệm lập kế hoạch sản xuất Oyama đã gửi tác phẩm đến dự thi tại nhiều liên hoan phim. Ngôn ngữ và văn hóa ở các quốc gia trên thế giới rất khác nhau nên chủ đề bộ phim cần phải mang tính phổ quát. Quá trình ra mắt quốc tế của phim bắt đầu từ châu Á. Vì vậy, đơn vị phân phối đã sớm phê duyệt buổi chiếu tại Bucheon. Phim được phát hành ở châu Âu và Hoa Kỳ trùng với thời điểm diễn ra liên hoan phim hoạt hình quốc tế Annecy.
Trong cùng ngày công bố sản xuất, đơn vị phân phối thông báo rằng bộ phim sẽ phát hành vào mùa hè năm 2022. Ngày 27 tháng 4 năm 2022, Pony Canyon ấn định ngày phát hành bộ phim là ngày 9 tháng 9. Ngày 27 tháng 7, Wald 9 đã tổ chức một buổi chiếu sớm tác phẩm ở Shinjuku, Tokyo. Các diễn viên lồng tiếng gồm Iitoyo Marie, Suzuka Oji và nhà sản xuất Koyama Naoki đã tham dự buổi chiếu thay mặt cho đạo diễn Taguchi Tomohisa đang bị ốm. Từ ngày 25 đến ngày 26 tháng 5 năm 2024, Pony Canyon đã cung cấp buổi chiếu lại bộ phim và chương trình trò chuyện cùng dàn nhân viên sản xuất tại Cinema Novecento.
Edko Films phát hành Đường hầm tới mùa hạ, lối thoát của biệt ly tại Ma Cao và Hồng Kông. Sentai Filmworks cấp phép bộ phim ở khu vực Bắc Mỹ với phiên bản phụ đề và lồng tiếng Anh. Để chào mừng việc bộ phim trình chiếu tại Otakon 2023, Hidive đã tổ chức một buổi họp báo đặc biệt cùng đội ngũ sản xuất và tác giả nguyên tác vào ngày 29 tháng 7. Anime Limited là bên mua bản quyền bộ phim ở Vương quốc Anh, Ireland và Malta. Do nhu cầu phổ biến, Anime Limited thông báo sẽ tăng số lượng buổi chiếu tác phẩm tại các quốc gia đơn vị nắm giữ bản quyền. Ngoài ra, rạp chiếu Finsbury Park Picturehouse cũng phát hành sớm Đường hầm tới mùa hạ, lối thoát của biệt ly từ ngày 10 tháng 7. Bộ phim chính thức khởi chiếu tại liên hoan phim hoạt hình quốc tế Bucheon từ ngày 22 đến ngày 25 tháng 10 năm 2022. Trong khuôn khổ hội chợ AnimagiC 2023 diễn ra tại Mannheim, KSM Anime đã thông báo cấp phép tác phẩm tại thị trường nước Đức. Encore Films phân phối bộ phim ở Singapore, Philippines, Indonesia, Malaysia và Việt Nam. CJ CGV nắm giữ bản quyền tác phẩm tại Hàn Quốc.
| Danh sách các quốc gia và vùng lãnh thổ khởi chiếu | Danh sách các quốc gia và vùng lãnh thổ khởi chiếu | Danh sách các quốc gia và vùng lãnh thổ khởi chiếu | Danh sách các quốc gia và vùng lãnh thổ khởi chiếu | Danh sách các quốc gia và vùng lãnh thổ khởi chiếu |
| Quốc gia/vùng lãnh thổ                             | Đơn vị phân phối/Sự kiện                           | Tựa đề địa phương                                  | Ngày phát hành                                     | T.k                                                |
| -------------------------------------------------- | -------------------------------------------------- | -------------------------------------------------- | -------------------------------------------------- | -------------------------------------------------- |
| Nhật Bản                                           | Pony Canyon                                        | 夏へのトンネル、さよならの出口                     | 9 tháng 9 năm 2022                                 | [ 53 ]                                             |
| Đài Loan                                           | GaragePlay                                         | 通往夏天的隧道，再見的出口                         | 2 tháng 12 năm 2022                                | [ 54 ]                                             |
| Hồng Kông                                          | Edko Films                                         | 通往夏天的隧道，再見的出口                         | 5 tháng 1 năm 2023                                 | [ 42 ]                                             |
| Ma Cao                                             | Edko Films                                         | 通往夏天的隧道，再見的出口                         | 5 tháng 1 năm 2023                                 | [ 42 ]                                             |
| Thái Lan                                           | Dream Express                                      | The Tunnel to Summer, the Exit of Goodbyes         | 30 tháng 3 năm 2023                                | [ 55 ]                                             |
| Anh Quốc                                           | Anime Limited                                      | The Tunnel to Summer, the Exit of Goodbyes         | 7 tháng 7 năm 2023                                 | [ 56 ]                                             |
| Ireland                                            | Anime Limited                                      | The Tunnel to Summer, the Exit of Goodbyes         | 7 tháng 7 năm 2023                                 | [ 56 ]                                             |
| Hàn Quốc                                           | CJ CGV                                             | 여름을 향한 터널, 이별의 출구                      | 14 tháng 9 năm 2023                                | [ 52 ]                                             |
| Singapore                                          | Encore Films                                       | The Tunnel to Summer, the Exit of Goodbyes         | 5 tháng 10 năm 2023                                | [ 50 ]                                             |
| Malaysia                                           | Encore Films                                       | The Tunnel to Summer, the Exit of Goodbyes         | 12 tháng 10 năm 2023                               | [ 50 ]                                             |
| Philippines                                        | Encore Films                                       | The Tunnel to Summer, the Exit of Goodbyes         | 1 tháng 11 năm 2023                                | [ 57 ]                                             |
| Hoa Kỳ                                             | Sentai Filmworks                                   | The Tunnel to Summer, the Exit of Goodbyes         | 3 tháng 11 năm 2023                                | [ 44 ]                                             |
| Indonesia                                          | Encore Films                                       | The Tunnel to Summer, the Exit of Goodbyes         | 15 tháng 11 năm 2023                               | [ 51 ]                                             |
| Việt Nam                                           | Encore Films                                       | Đường hầm tới mùa hạ, lối thoát của biệt ly        | 1 tháng 12 năm 2023                                | [ 58 ]                                             |
| Pháp                                               | Anime Limited                                      | Tunnel to Summer                                   | 5 tháng 6 năm 2024                                 | [ 59 ]                                             |
| Ý                                                  | Anime Factory                                      | The Tunnel to Summer, the Exit of Goodbyes         | 10 tháng 6 năm 2024                                | [ 60 ]                                             |
| Danh sách các sự kiện trình chiếu bộ phim          |                                                    |                                                    |                                                    |                                                    |
| Nhật Bản                                           | Liên hoan phim quốc tế Tokyo                       | 夏へのトンネル、さよならの出口                     | 15 tháng 10 năm 2022                               | [ 61 ]                                             |
| Hàn Quốc                                           | Liên hoan phim quốc tế Bucheon                     | 여름을 향한 터널, 이별의 출구/애니메이션           | 22 tháng 10 năm 2022                               | [ 48 ]                                             |
| Scotland                                           | Scotland Loves Anime                               | The Tunnel to Summer, the Exit of Goodbyes         | 22 tháng 10 năm 2022                               | [ 62 ]                                             |
| Pháp                                               | Liên hoan phim hoạt hình quốc tế Annecy            | The Tunnel to Summer, the Exit of Goodbyes         | 12 tháng 6 năm 2023                                | [ 63 ]                                             |
| Hoa Kỳ                                             | Otakon                                             | The Tunnel to Summer, the Exit of Goodbyes         | 28 tháng 7 năm 2023                                | [ 64 ]                                             |
| Canada                                             | Anirevo                                            | The Tunnel to Summer, the Exit of Goodbyes         | 18 tháng 8 năm 2023                                | [ 65 ]                                             |
| Hoa Kỳ                                             | New York Comic Con                                 | The Tunnel to Summer, the Exit of Goodbyes         | 12 tháng 10 năm 2023                               | [ 66 ]                                             |
| Đức                                                | Liên hoan phim Nhật Bản                            | The Tunnel to Summer, the Exit of Goodbyes         | 1 tháng 6 năm 2024                                 | [ 67 ]                                             |

### Tại gia
Pony Canyon ra mắt tác phẩm dưới định dạng Blu-ray với ba phiên bản gồm cao cấp, bản đặc biệt từ Canime và phổ thông vào ngày 24 tháng 5. Ấn bản Blu-ray cao cấp gồm vỏ 3 mặt, thiết kế nhân vật, thông số kỹ thuật Digipak, hình minh họa mới của Tomomi Yabuki, bộ sưu tập bản thảo bối cảnh nhân vật, nghệ thuật phụ kiện, phỏng vấn đội ngũ sản xuất, bộ sưu tập các bản phác họa gốc do đội ngũ sản xuất lựa chọn, các cuộc phỏng vấn chào sân khấu, phần quà tại rạp và tuyển tập kịch bản phim do đạo diễn Taguchi viết. Trong khi đó, phiên bản Canime được đính kèm với bút đánh dấu ô acrylic, tệp clear nhỏ, áp phích clear A4 cũng như hình minh họa cho Digipak mới. Đối với bản phổ thông, các chi tiết mới được thêm vào gồm video bổ sung, trailer, bộ sưu tập CM và bình luận âm thanh. U-Next, TELASA, DoCoMo, Amazon Prime Video và Broadmedia Corporation là các nền tảng ra mắt phim trực tuyến tại Nhật Bản. Sentai Filmworks phát hành tác phẩm tại thị trường Bắc Mỹ trên Amazon Prime Video, Hidive, đồng thời thông qua định dạng Blu-ray từ ngày 10 tháng 1 năm 2024. Front Row Filmed Entertainment ra mắt tác phẩm trên các nển tảng trực tuyến khả dụng cho Trung Đông từ ngày 18 tháng 7 năm 2023.

## Đón nhận

### Doanh thu phòng vé
Khi mới ra mắt, Đường hầm tới mùa hạ, lối thoát của biệt ly đã vấp phải sự thờ ơ từ khán giả Nhật Bản, khiến tác phẩm không lọt vào nhóm có doanh thu dẫn đầu phòng vé cuối tuần. Theo số tháng 3 năm 2023 của tạp chí Kinema Junpo, bộ phim đạt mốc doanh thu 100 triệu JPY.
Trong tuần đầu tiên khởi chiếu tại Đài Loan, phim đạt doanh thu 3,9 triệu TWD. Bước sang tuần thứ 2, phim thu về 1,9 triệu TWD. Đến ngày 25 tháng 12 năm 2022, tổng doanh thu của tác phẩm rơi vào 11,2 triệu TWD. Theo báo cáo cuối cùng vào ngày 8 tháng 1 năm 2023, phim đạt doanh thu tích lũy 12,2 triệu TWD. Tại Hồng Kông, phim thu về 96,2 nghìn USD trong tuần đầu ra mắt. Trong tuần thứ 2, Đường hầm tới mùa hạ, lối thoát của biệt ly đạt doanh thu 69,2 nghìn USD, nâng tổng doanh thu tích lũy lên 165,4 USD. Bộ phim thu về 79,2 triệu KRW trong ngày đầu tiên khởi chiếu tại thị trường Hàn Quốc. Kết thúc ngày Chủ nhật, doanh thu của phim đạt 384 triệu KRW, đứng thứ 6 bảng xếp hạng cuối tuần. Phim lần lượt giữ thành tích 308 triệu KRW trong tuần thứ 2 và 112 triệu KRW trong tuần thứ 3. Theo thống kê của Hội đồng Điện ảnh Hàn Quốc, Gyeonggi là tỉnh có doanh thu cao nhất. Phim trụ rạp trong 11 tuần, đồng thắm giữ mức tổng doanh thu 941,4 triệu KRW. Tại Việt Nam, phim mở màn với 510 triệu VND trong tuần đầu tiên, xếp thứ 13 trên bảng xếp hạng doanh thu cuối tuần. Bộ phim thu về tổng doanh thu 912,3 triệu VND thị trường Việt sau 2 tuần khởi chiếu.
Tại Vương quốc Anh, phim mở đầu với 48,3 nghìn USD, trung bình mỗi rạp chiếu thu về 452 USD, đồng thời xếp vị trí 16 trên bảng xếp hạng cuối tuần. Kết thúc tuần thứ 2, doanh thu cuối cùng của phim rơi vào 58,6 nghìn USD. Doanh thu ra mắt của phim tại thị trường Hoa Kỳ đạt 76,4 nghìn USD, xếp vị trí thứ 26 trên bảng xếp hạng. Bước sang tuần thứ 2, phim thu về 7,6 nghìn USD. Sau 4 ngày đầu tiên công chiếu tại nước Pháp, Đường hầm tới mùa hạ, lối thoát của biệt ly đã thu về 135,5 nghìn USD từ 254 cơ sở rạp chiếu, đồng thời lọt danh sách 15 bộ phim dẫn đầu về xếp hạng phòng vé.

### Đánh giá chuyên môn
Đường hầm tới mùa hạ, lối thoát của biệt ly đã thu về những phản hồi tích cực từ giới chuyên môn quốc tế. Trên hệ thống tổng hợp kết quả đánh giá Rotten Tomatoes, bộ phim nhận được 92% lượng đồng thuận dựa theo 11 bài đánh giá, với điểm trung bình là 6,8/10. Còn theo trang web AlloCiné, các nhà phê bình nước Pháp đã thống nhất cho tác phẩm điểm trung bình đạt 3,5/5 thông qua 23 đầu báo.
– Rich Cline, Shadows on the Wall
Nhà văn Aoki coi bộ phim "có phần hơi giống với Your Name – Tên cậu là gì?", đồng thời đánh giá phim vẫn còn tồn đọng rất nhiều vấn đề. Ông nhận xét việc Tōno khen ngợi manga của Hanashiro là không phù hợp bởi bộ phim chỉ khắc họa nam chính quan tâm đến âm nhạc, trong trường hợp lời tán dương đến từ một người hâm mộ manga biết đến manga của ông nội Hanashiro sẽ mang lại sức thuyết phục hơn. Aoki tự hỏi liệu Anzu có hấp dẫn Tōno đến mức anh dễ dàng từ bỏ cả cô em gái lẫn mạng sống của mình hay không. Dưới góc độ cá nhân, ông nhìn nhận Tōno dường như giống với Taki của đạo diễn Shinkai Makoto. Về mặt tích cực, ông đánh giá hoạt họa ở lối ra đường hầm "rất đẹp". Nhà sản xuất sách kindle Ikushima nhận xét chi tiết liên quan đến đường hầm Urashima và quá trình xác minh các thông số tương đối thú vị, nhưng việc tận dụng đường hầm còn quá nhẹ nhàng, dễ gây cảm giác như nhân vật đang lãng phí thời gian của chính mình. Ngoài ra, thời lượng khiêm tốn khiến cho tuyến nhân vật không được khai thác sâu, mối quan hệ giữa Tōno và Hanashiro chưa đủ sức thuyết phục, còn những giá trị nhân văn của người cha và các bạn cùng lớp thì bị lãng quên.
Wendy Ide cho bộ phim 4/5 điểm trên trang The Guardian, nhận xét tác phẩm là "một trong những bộ phim xuất sắc nhất trong số rất nhiều tác phẩm tiếp nối Your Name – Tên cậu là gì?, cố gắng khai thác một thế giới vạch ra thực tại tương tự để phục vụ cho một cốt truyện lãng mạn", bà bình luận các yếu tố của cuộc gặp gỡ đầu tiên – tai nạn của con nai, chiếc ô, bước khởi đầu ngập ngừng của Tōno – tái diễn, đan xen vào câu chuyện. Wendy khen ngợi đường hầm Urashima "thật ngoạn mục" như một đại lộ ngầm lung linh, đồng thời cho rằng phân cảnh ấn tượng nhất là khoảnh khắc thân mật giữa hai nhân vật chính, và phía sau là cả một bầu trời "dồn nén cảm xúc". Cây viết Petrana Radulovic từ Polygon coi mối quan hệ của Tōno và Hanashiro thúc đẩy phần lớn câu chuyện, nhưng ngay từ đầu lại cho thấy cảm giác bế tắc và không bao giờ chuyển thành một mối quan hệ sâu sắc hơn, ông nhận định những cảm xúc mà đạo diễn cố gắng truyền tải trong cảnh cuối cùng của bộ phim "không hoàn toàn dính kết". Petrana đánh giá cao hình ảnh động bên trong đường hầm, tuy nhiên chỉ trích đạo diễn lại quá chìm đắm vào chúng thay vì để dành cho những khoảnh khắc va chạm, đồng thời kết luận cốt truyện tác phẩm "hấp dẫn, vừa đủ buồn vui lẫn lộn để gợi nhiều liên tưởng". James Perkins của tạp chí Starburst chấm 4/5 điểm cho bộ phim và nhận xét rằng điều làm tác phẩm này trái chiều với các bộ phim cùng thể loại là cách mà "nó thực sự bổ sung những ý tưởng mà nó có với nhiều khoảnh khắc cùng đặc điểm nòng cốt dễ hiểu và thực tế", kết luận tác phẩm là "một câu chuyện đẹp về tình yêu, nỗi buồn và suy nghĩ tích cực". Trái chiều với quan điểm của nhà văn Aoki, Charlie Ceates nhận định Đường hầm tới mùa hạ, lối thoát của biệt ly và Your Name – Tên cậu là gì? không hoàn toàn giống nhau, trên cơ sở hai nhân vật chính "bi thảm hơn rất nhiều" so với những nhân vật khác trong cùng thể loại. Ông ca ngợi hoạt họa của CLAP, đánh giá "tất cả các màu sắc rực rỡ làm tăng thêm bản chất của một thế giới khác" bên trong đường hầm Urashima.

### Giải thưởng
| Năm  | Giải thưởng                               | Hạng mục                         | Người nhận                                  | Kết quả   | T.k     |
| ---- | ----------------------------------------- | -------------------------------- | ------------------------------------------- | --------- | ------- |
| 2022 | Liên hoan phim quốc tế Bucheon            | Giải đặc biệt                    | Đường hầm tới mùa hạ, lối thoát của biệt ly | Đoạt giải | [ 95 ]  |
| 2023 | Giải phê bình điện ảnh Nhật Bản           | Anime xuất sắc nhất              | Đường hầm tới mùa hạ, lối thoát của biệt ly | Đoạt giải | [ 96 ]  |
| 2023 | Liên hoan phim hoạt hình quốc tế Annecy   | Paul Grimault                    | Đường hầm tới mùa hạ, lối thoát của biệt ly | Đoạt giải | [ 97 ]  |
| 2023 | Liên hoan phim hoạt hình quốc tế Annecy   | Cristal cho phim truyện hay nhất | Đường hầm tới mùa hạ, lối thoát của biệt ly | Đề cử     | [ 98 ]  |
| 2024 | Anime Trending Awards                     | Phim anime của năm               | Đường hầm tới mùa hạ, lối thoát của biệt ly | Đoạt giải | [ 99 ]  |
| 2024 | Liên hoan phim hoạt hình quốc tế Animator | Phim truyện điện ảnh             | Đường hầm tới mùa hạ, lối thoát của biệt ly | Đề cử     | [ 100 ] |